# The Heartbreakers
The Heartbreakers, también conocidos como Johnny Thunders and The Heartbreakers, para distinguirlos de la banda de Tom Petty, fue una banda de punk y rock & roll formada en 1975, en Nueva York. La banda, fue parte de la primera ola del punk. Lee Black Childers fue su mánager.

## Historia
El grupo, se formó cuando, Johnny Thunders y Jerry Nolan, abandonaron su antigua banda, New York Dolls, después de un tour en florida, en marzo de 1975, coincidentemente, la misma semana que Richard Hell fue expulsado de la banda Television. Después de reunirse en Nueva York, Thunders y Nolan invitaron a Hell a unirse a su nueva banda y el aceptó. Tras unos pocos conciertos, se les unió el guitarrista Walter Lure, que había tocado en una banda llamada The Demons.
Un año después, Richard Hell salió del grupo (no se sabe si fue expulsado o se marchó él) y su puesto lo cubrió el bajista Billy Rath. Tras su marcha, Hell, formó su propio grupo, llamado The Voidoids. 
Malcolm McLaren, mánager de los Sex Pistols, los llamó para participar en la gira de Anarchy in the U.K. por Inglaterra, donde también tocarían The Clash y The Damned. Al poco tiempo, firmaron con Track Records y grabaron su primer (y único) disco de estudio oficial, llamado L.A.M.F., siglas de Like A Mother Fucker. 
El lanzamiento del álbum, generó conflictos en la banda, a causa del descontento del cuarteto, debido a la mala calidad de la mezcla del disco. Debido a esto, Jerry Nolan abandonó el barco y el grupo se disolvió durante un corto periodo. 
The Heartbreakers se reformó en 1979 con un nuevo batería, llamado Ty Styx. Con esta formación, grabarían el álbum en directo Live at Max's Kansas City '79. Poco después, el grupo se disolvió de nuevo. La banda se reformaría ocasionalmente para actuar en clubs de Nueva York, hasta la muerte de Johnny Thunders, el 23 de abril de 1991, por causas que aún no se conocen a ciencia cierta. 
En memoria de Johnny Thunders, el 19 de junio de 1991, se hizo un concierto, con Jerry Nolan, Walter Lure, Tony Coiro (bajista que sustituyó a Billy Rath cuando este dejó el grupo en 1984) y Joey Pinter, interpretando canciones de The Heartbreakers.
Mientras era tratado a finales de 1991 de una meningitis y una neumonía (ambas bacterianas), Jerry Nolan sufrió un accidente cerebrovascular y cayó en coma, falleciendo el 14 de enero de 1992. Según su amigo de la infancia y batería de Kiss, Peter Criss, Nolan contrajo meningitis por inyectarse heroína. El bajista Billy Rath falleció en el 2014 tras una larga enfermedad. Walter Lure formó su propia banda, llamada The Waldos, en cuyas filas militaron Tony Coiro y Joey Pinter. Lure, moriría en 2020, debido al cáncer.

## Miembros
- Johnny Thunders (1952-1991) - Voz, Guitarra
- Walter Lure (1950- 2020) - Voz, Guitarra
- Billy Rath (1947-2014) - Bajo
- Jerry Nolan (1946-1992) - Batería, Coros

## Discografía
- L.A.M.F. (1977, Track)
  - L.A.M.F. Revisited (1984, Jungle)
  - L.A.M.F. The Lost '77 Mixes (1994, Jungle)
- Live at Max's Kansas City '79 (1979, Max's Kansas City Records)
- D.T.K. Live At The Speakeasy (1982, Jungle)
- Live At The Lyceum Ballroom 1984 (1985, Jungle)
- Live At Mothers (1991, Fanclub)
- What Goes Around (1991, Bomp!)
- Vive La Révolution (Live In Paris - Le Bataclan - December 8 1977) (1992, Skydog)
- Thunderstorm In Detroit (Live At The Silverbird 21/12/80) (2002, Captain Trip Records)
- Down To Kill (2005, Jungle)